# Кулсугады
Кулсугады (баш. Ҡолсоғаҙы) — река в России, протекает по Башкортостану, Челябинской области. Устье реки находится в 75 км по левому берегу реки Малый Кизил. Длина реки составляет 14 км.

## Данные водного реестра
По данным государственного водного реестра России относится к Уральскому бассейновому округу, водохозяйственный участок реки — Урал от Верхнеуральского гидроузла до Магнитогорского гидроузла. Речной бассейн реки — Урал (российская часть бассейна).
Код объекта в государственном водном реестре — 12010000212112200001671.